# Fifth Gear
Fifth Gear är en brittisk TV-serie med inriktning på bilar. Programmet visades ursprungligen på Channel 5, men går sedan 2012 på Discovery Channel och presenteras av Tiff Needell, Vicki Butler-Henderson, Jason Plato och Jonny Smith. Fifth Gears rivalprogram är BBC Twos Top Gear.
Fifth Gear sändes första gången den 8 april 2002 som 5th Gear som en fortsättning på den ursprungliga sändningen av Top Gear, som avslutades 2001. Top Gear nylanserades senare samma år och Channel 5 ville fortsätta använda sig av namnet Top Gear, men detta accepterades inte av BBC. Flera av Top Gears före detta programledare, däribland Quentin Willson, Tiff Needell och Vicki Butler-Henderson anställdes av Channel 5 som programledare för 5th Gear. Programmet bytte namn till Fifth Gear år 2005.
Den 18 oktober 2009 rapporterade Mail Online att programmet skulle sluta sändas. Fram till dess hade det inte kommit något officiellt uttalande eller bekräftelse, men chefer på Channel 5 hade sagt att "Femman är stolta över Fifth Gears bidrag till kanalen, men efter 16 säsonger känner vi att det är dags att prova något nytt."
I slutet av december 2009 skrev dock programledaren Jonny Smith på Twitter att programmet skulle återvända för en till säsong i början av 2010. Den 17 januari 2010 bekräftade Vicki Butler-Henderson och Tiff Needell på Autosport International Show att Fifth Gear skulle återvända under våren 2010. TV-serien startade igen den 3 juni 2010.